# Raoul Hausmann
Pour les articles homonymes, voir Hausmann.
Raoul Hausmann, né le 12 juillet 1886 à Vienne (Autriche) et mort le 1er juillet 1971 à Limoges en France, est un écrivain, un photographe et un plasticien dadaïste, surnommé « Der Dadasophe ».

## Biographie
Raoul Hausmann est né en 1886 à Vienne, où il se forme auprès de son père, peintre académiste. Cependant, il entre en rupture avec son apprentissage très vite et il est considéré aujourd’hui comme une des grandes figures du courant Dada.
Après quatorze ans à Vienne, il s'installe à Berlin en 1900 avec ses parents.
En 1905, il se noue d'amitié avec son aîné Johannes Baader (1875-1955).
Son travail relève alors plutôt de l’expressionnisme et du futurisme. Il travaille avec Hannah Höch - qui deviendra sa compagne - à partir de 1917,.
Cofondateur du groupe Dada-Berlin de Berlin en 1918, Raoul Hausmann se déclare être l'inventeur durant cette période du photomontage (tout comme Heartfield, lui aussi membre de Dada-Berlin) et du poème « optophonétique ». Il quitte le mouvement Dada en 1922.
À partir de 1931, il collabore régulièrement au magazine Der Gegner (L'Adversaire), publié par Franz Jung et Harro Schulze-Boysen.
En 1933, son art étant considéré comme dégénéré, il doit quitter l'Allemagne, via Ibiza, Zurich, Prague, Paris.
En 1944, il s'installe à Limoges, où il vit jusqu'à sa mort, de jaunisse, en 1971. Il est inhumé au cimetière de Louyat.
Son travail est édité et diffusé par Roger Vulliez.

## Œuvres (sélection)

### Peinture et photographie
- 1919-1920 : Le Critique d'art, 31 × 25 cm
- 1920 :
  - Dada cino
  - Autoportrait du Dadasophe (Selbstporträt des Dadasophen) : photomontage et collage sur papier japon, 36,2 x 28 cm, collection particulière
  - L'Esprit de notre temps - Tête mécanique, assemblage d'objets divers
  - Tatline chez lui, huile sur toile
- 1923 : A,B,C,D
- 1930 : Série photographique de nus réalisée sur l'île de Sylt (Allemagne) avec, notamment, sa compagne Vera Broïdo

### Écrits
- Courrier Dada, 1958, Le Terrain vague[7]; rééd. augmentée et annotée par Marc Dachy, Allia, Paris, 1992, 239 p.,  (ISBN 2-904235-42-6), disponible sur Internet Archive
- Je ne suis pas un photographe, textes et documents choisis et présentés par Michel Giroud, Paris, Chêne (coll. « L'Œil absolu », 1976, 160 p.  (ISBN 2-85108-031-8).
- Sensorialité excentrique – Eccentric Sensoriality, Dijon, Les Presses du réel, 2002,  (ISBN 978-2-84066-051-4)

réédition : Paris, Allia, 2005, 80 p.  (ISBN 2-84485-193-2)
- Raoul Hausmann (trad. de l'allemand), Hourra ! Hourra ! Hourra ! : 12 satires politiques, Paris, Éditions Allia, 2004, 96 p. (ISBN 2-84485-138-X, lire en ligne).
- Hylé. État de rêve en Espagne, [« Hyle. Ein Traumsein in Spanien »], trad. d’Hélène Thiérard, Dijon, France, Les Presses du réel, 2013, 392 p.  (ISBN 978-2-84066-409-3)[8],[9].
- (de) Photographisches Sehen : Schriften zur Photographie 1921-1968, Paderborn, Wilhelm Fink, coll. « Photogramme », 2016, 545 p. (ISBN 9783770559794).

## Expositions
- 22 novembre 1974 - 20 janvier 1975 : Raoul Hausmann, autour de "L'Esprit de notre temps" : assemblages, collages, photo-montages, Musée national d'Art moderne, Centre Georges-Pompidou, Paris.
- 2 octobre - 7 décembre 1986 : Raoul Hausmann, 1886-1971, Musée départemental d'Art contemporain, Rochechouart.
- 10 février - 24 avril 1994 : Der deutsche Spiesser ärgert sich : Raoul Hausmann, 1886-1971, Institut valencien d'art moderne, Valence, Espagne.

puis : 11 mai - 17 juillet :  Musée d'art moderne et contemporain, Saint-Etienne ; 12 août - 12 octobre 1994 : Berlinische Galerie, Berlin.
- 18 décembre 2008 - 1er février 2009 : Raoul Hausmann o el camino de los exilios, Palacio de Sástago (es), Saragosse, Espagne.
- 27 février - 12 juin 2016 : Raoul Hausmann, Dadasophe, de Berlin à Limoges, Musée départemental d'Art contemporain, Rochechouart.
- 24 septembre 2017 - 14 janvier 2018 : Raoul Hausmann : photographies 1927-1936, Le Point du jour, Cherbourg[10],[11]

puis : 6 février - 20 mai 2018 : Jeu de paume, Paris.